# Laurentius Petri Hjort
Laurentius Petri Hjort, född 1651 i Linköpings församling, Östergötlands län, död 26 januari 1714 i Västra Hargs församling, Östergötlands län, var en svensk präst.

## Biografi
Laurentius Hjort föddes 1651 i Linköpings församling. Han var son till kyrkoherden Petrus Hjort i Tuna församling. Hjort blev 1675 student vid Uppsala universitet och prästvigdes 2 augusti 1681. År 1696 blev han kyrkoherde i Västra Hargs församling. Hjort avled 1714 i Västra Hargs församling.

## Familj
Hjort gifte sig 1681 med Christina Falck (död 1729). Hon var dotter till majoren Abraham Falck och Christina Eriksdotter. De fick tillsammans barnen Johannes Hjort (1682–1692), krigsprästen Petrus Hjort (1689–1725) vid Smålands kavalleriregemente, studenten Erik Hjort (1693–1757), Karl Hjort (född 1695) och kyrkoherden Adam Lorentz Hjort (1700–1761) i Kvistofta församling.